# Ford Galaxy
Ne doit pas être confondu avec la berline Ford Galaxie
Le Ford Galaxy est un grand monospace sept places du constructeur automobile américain Ford. Lancé pour la première fois en 1995, il a été renouvelé sous la forme d'une seconde génération en 2006 puis d'une troisième en 2015. Le Galaxy n'est plus produit à partir de 2023.

## Première génération (V191, 1995)
Le premier Galaxy est conçu en coentreprise entre Ford et le groupe Volkswagen. Cette coentreprise nommée Autoeuropa fabrique à Palmela, au Portugal, trois versions d'un même monospace : le Ford Galaxy, le Volkswagen Sharan et le Seat Alhambra. La production démarre en mai 1995.
Le Galaxy utilisait principalement des mécaniques du groupe Volkswagen, notamment le moteur essence VR6 de 2,8 litres des versions haut de gamme de la Volkswagen Golf, ainsi que l'unité turbodiesel à injection (TDI) directe turbocompressée de 1,9 litre du groupe Volkswagen. Au départ, seule la version essence quatre cylindres en ligne de 2,0 litres utilisait un groupe motopropulseur Ford, dérivé du moteur quatre cylindres en ligne DOHC de Ford. Plus tard, cette unité a été complétée par une version de 2,3 litres à 16 soupapes vue pour la première fois dans la Ford Scorpio restylée. Ce moteur était monté transversalement (par opposition à un montage longitudinal comme dans la Scorpio).
Le modèle avec moteur VR6 de 2,8 litres était également disponible en option avec un système à quatre roues motrices, mais cette configuration n'est pas réapparue sur la deuxième génération.
Tous les moteurs du groupe VW étaient fournis avec des badges « Ford » sur les couvercles de culbuteurs, bien qu'ils soient conçus par le groupe VW. Toutes les transmissions automatiques étaient des boîtes AG4 du groupe VW, mais les boîtes de vitesses manuelles de tous les moteurs étaient des VXT75 à cinq vitesses (versions modifiées de la configuration MTX-75 à cinq vitesses de Ford, modifiée pour s'adapter à la configuration transversale du moteur).
L'intérieur d'origine utilisait un mélange de composants Ford et du groupe VW, en utilisant un pack d'instrumentations et la plupart des appareillages de commutation dérivé de la Volkswagen Golf, tandis que le moulage du carénage incurvé était de conception Ford, rappelant fortement celui utilisé dans la Ford Mondeo.

### Réaction du public
En 1999, le Ford Galaxy MkI a été classé, dans une enquête du magazine Top Gear, comme étant la voiture la moins satisfaisante du Royaume-Uni, bien que 12 233 personnes aient acheté un Galaxy l'année précédente, ce qui, selon un porte-parole de Ford, représentait le double de la part de marché de son plus proche rival. Au Royaume-Uni, le Ford Galaxy s'est plus vendu que le Volkswagen Sharan et il était le monospace le plus vendu.

### Finitions
À l'origine, il y avait trois niveaux de finition; l'Aspen, le Ghia et le GLX. Cependant, en 1999, Ford a présenté les nouveaux niveaux de finition LX et Zetec qui ont remplacé les modèles Aspen et GLX. En août 2000, le Galaxy a reçu un lifting avec un nouvel extérieur (intégrant le style New Edge de Ford) et un style intérieur comprenant un nouveau tableau de bord.
| Pré-lifting (1995-2000), | Lifting (2000-2006), |
| ------------------------ | -------------------- |
| Aspen                    | LX                   |
| LX (1999)                | Silver               |
| GLX                      | Zetec                |
| Zetec (1999)             | Ghia                 |
| Si                       | Ghia Elegance        |
| Ghia                     |                      |

### Restylage
En août 2000, le Galaxy a reçu un lifting avec un nouveau style extérieur (intégrant le nouveau langage design de Ford appelé New Edge) et intérieur, y compris un nouveau tableau de bord. Les versions mises à jour comprenaient le LX, le Zetec et le Ghia. Contrairement à son nom, la Zetec n'était pas disponible avec un moteur Zetec, mais avec le moteur 1.9 TDI fourni par Volkswagen, ainsi qu'avec le 2.3 essence de Ford.
En 2004, la Galaxy a reçu un lifting très mineur avec de nouveaux feux arrière et quelques différences sur certaines versions. En outre, l'édition spéciale Silver a été lancée aux côtés de la Mondeo Silver, toutes deux équipées de jantes en alliage et uniquement disponibles en 3 couleurs argentées différentes.

### Galerie

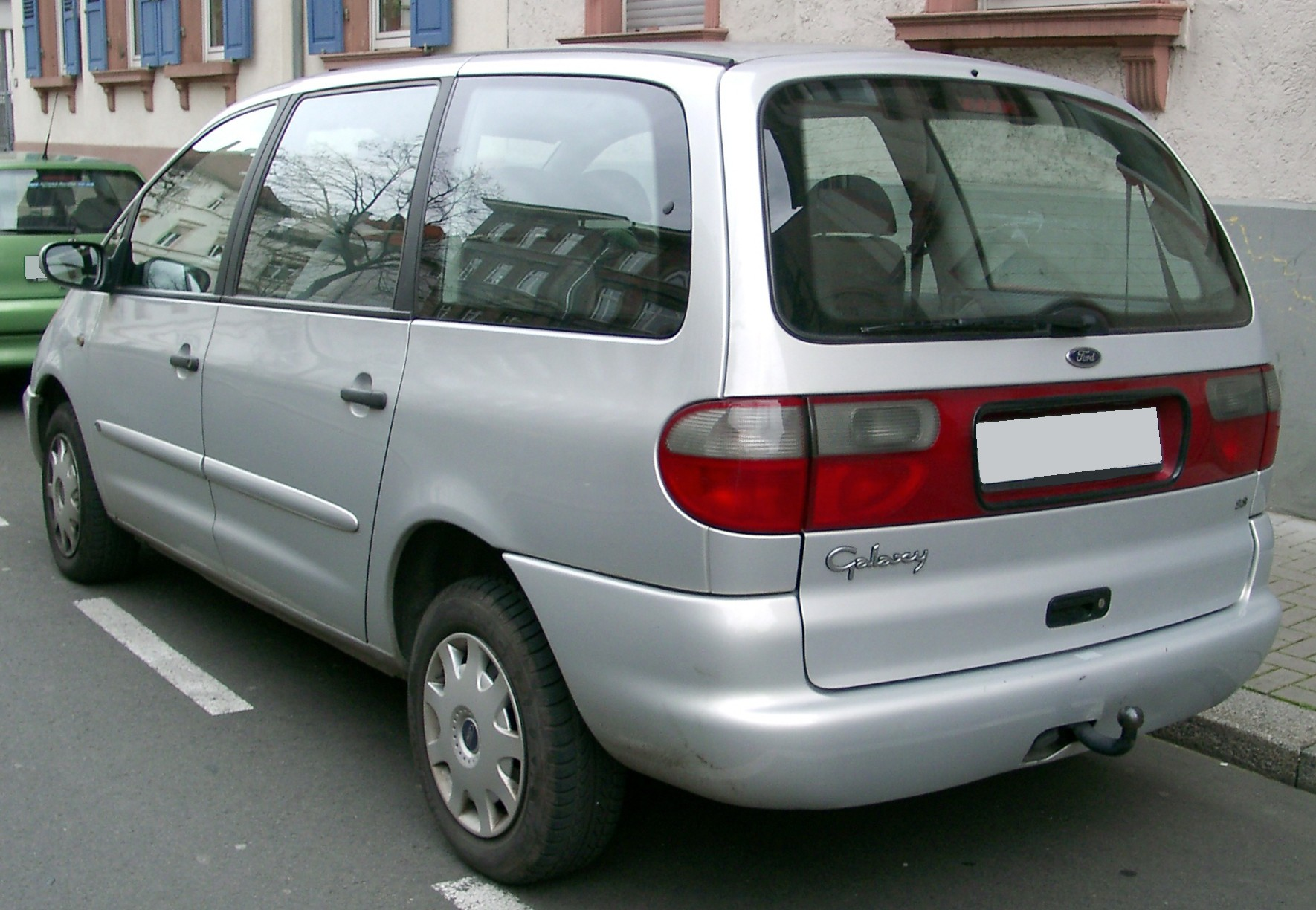
Galaxy Mk I (1995−2000)
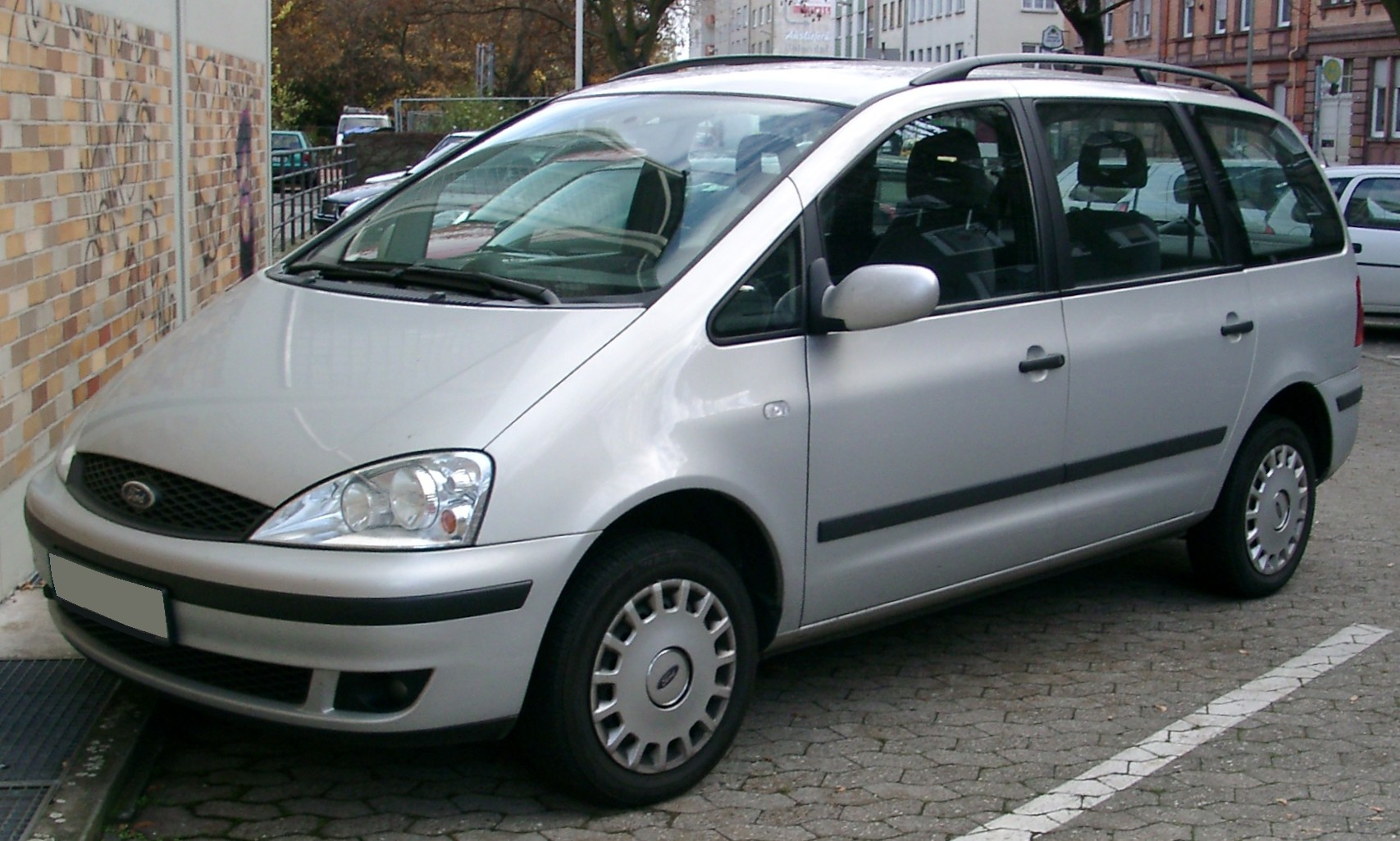
Galaxy Mk II (2000−2006)
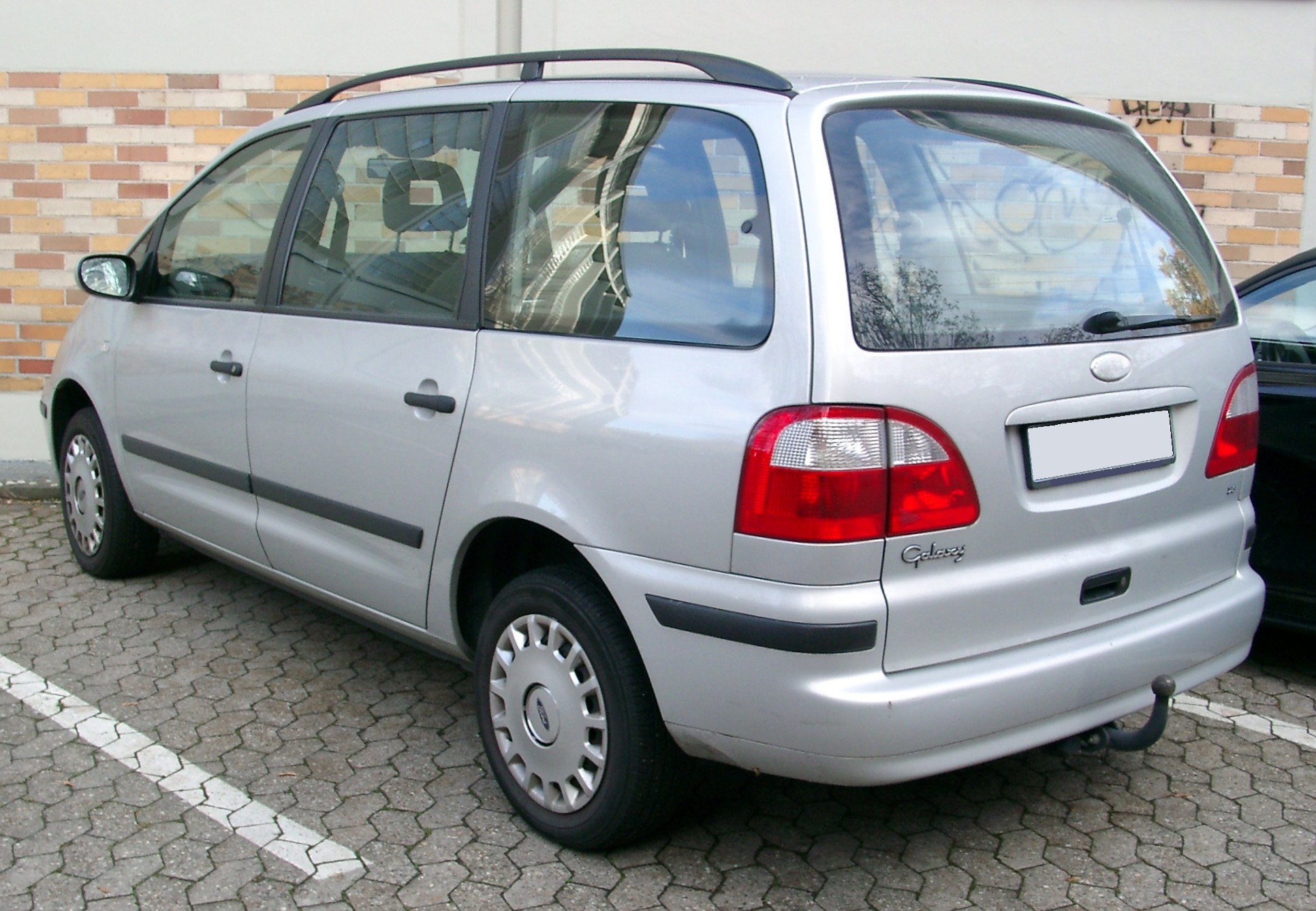
Galaxy Mk II (2000−2006)

## Deuxième génération (2006)
Le Galaxy de deuxième génération a été présenté au Salon de l'automobile de Genève 2006 et a été mis en vente aux côtés du Ford S-Max (qui avait une ligne de toit arrière inférieure, des différences esthétiques externes et des sièges pour enfants uniquement dans la troisième rangée) en juin 2006.
Le nouveau Galaxy est plus grand que son prédécesseur et est un véhicule à quatre piliers de conception Ford, sans contenu du groupe Volkswagen (Ford a revendu sa participation dans AutoEuropa au groupe Volkswagen l'année précédente). N'étant plus produit dans l'usine d'AutoEuropa au Portugal, le Galaxy européen est assemblé aux côtés de la Mondeo dans une usine nouvellement rééquipée à Genk, en Belgique. Avec le S-Max destiné aux clients qui ont besoin d'un véhicule polyvalent (monospace) axé sur le sport, Ford a pu étendre le Galaxy dans de grandes dimensions sans perdre de ventes dans une Europe soucieuse de la taille.
En raison de sa taille, Ford n'a pas été en mesure de concevoir le Galaxy en utilisant le format complet du Kinetic Design. Cependant, Ford déclare que le Galaxy Mk II possède des "éléments" du Kinetic Design, tels que sa calandre trapézoïdale, ses grands passages de roues et ses phares angulaires. Le véhicule n'a pas de roue de secours; une mousse d'étanchéité en aérosol est plutôt fournie pour sceller les crevaisons jusqu'à ce qu'un nouveau pneu puisse être acheté.
Seuls les propres moteurs de Ford sont utilisés, tous les diesels appartenant à la famille des moteurs Duratorq au format 1,8 litre de 100 ch (74 kW) et 125 ch (92 kW), ainsi que des versions TDCi 2.0 litres de 130 ch (96 kW) et 140 ch (103 kW), avec un TDCi 2,2 litres pour plus de puissance. Deux moteurs essence sont désormais proposés, il y a l'"EcoBoost Start/Stop 1.6 L" de 160 ch et l'"EcoBoost 2.0 L" de 203 ch
Cependant, le moteur Ecoboost de 1,6 L a été critiqué par l'écrivain indépendant Jamie Merrill. Il décrit le moteur comme n'étant pas assez puissant et qu'il aurait dû être laissé dans les petites voitures.
Au Royaume-Uni, le Galaxy Mk II était disponible dans les versions Edge, Zetec et Ghia. En février 2008, Ford a ajouté la finition Titanium de haut niveau, en commun avec les gammes Focus, C-MAX, Kuga, Mondeo et S-MAX. Le modèle Titanium est spécifié au même niveau que le Ghia mais ajoute une sensation "techno". Dans le même temps, la disponibilité de l'option du moteur TDCi 2,2 L de 175 ch (129 kW) (conception conjointe avec PSA) a été annoncée.
Le Ford Galaxy est également livré avec de nombreuses fonctionnalités telles que l'éclairage domestique de sécurité, le pare-brise chauffant Quickclear et une boîte à gants refroidissante pour le passager.
L'un des principaux arguments de vente du Galaxy et du S-MAX est le "FoldFlatSystem". Cette conception permet aux sièges des deuxième et troisième rangées de se replier à plat dans le plancher, bien que ce changement de conception des sièges réduise la capacité de charge du véhicule.
Ce modèle de voiture est connu comme étant le véhicule principal de la série télévisée britannique Outnumbered, qui remplace le Vauxhall Zafira que la famille avait dans l'ancienne saison.

### Restylage
Le Galaxy sera restylé en début d'année 2010. Un nouveau bouclier avant fait son apparition avec des antibrouillards redessinés et plus arrondis, une calandre plus petite incluant des barrettes chromées, un logo revu, le capot a désormais des nervures en relief. De profil, des barres de toit longitudinales grises font leur apparition, ainsi qu'un jonc chromé le long des protections de carrosserie. À l'arrière, peu de changements, les feux sont désormais à LED. De nouvelles jantes sont aussi de la partie. Les niveaux de finition actuels disponibles au Royaume-Uni (novembre 2011) sont Zetec, Titanium et Titanium X. À l'intérieur, les inserts façon[Quoi ?] disparaissent pour de l'alu, la console centrale passe du gris au noir laqué.

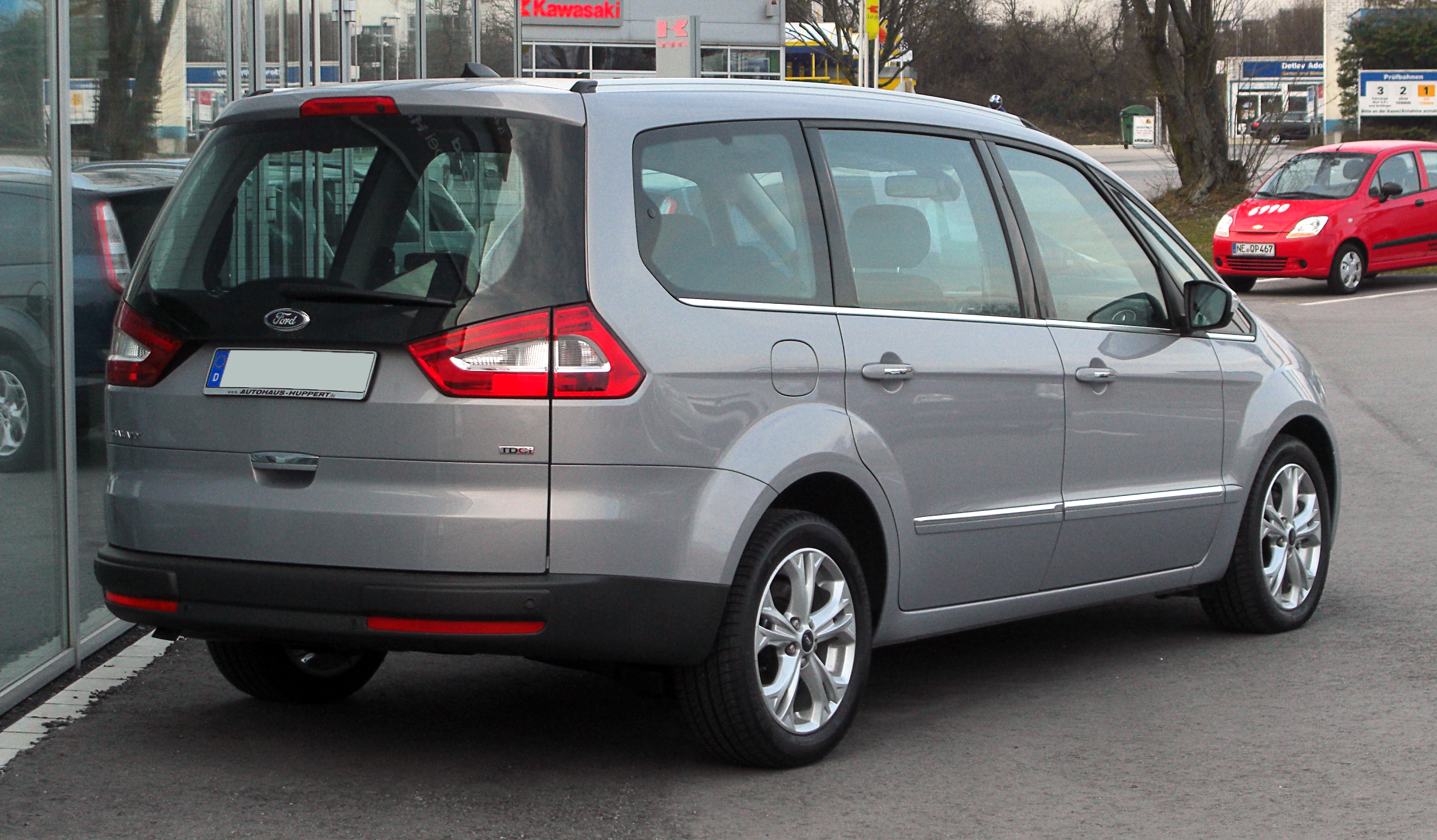
Ford Galaxy II Phase II

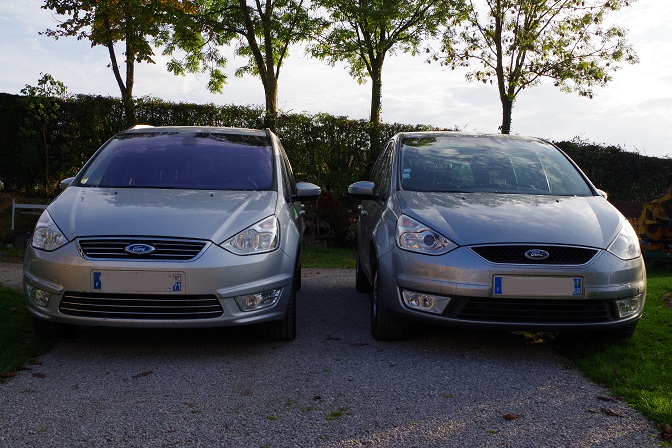
À gauche le phase 2 et à droite le phase 1

## Troisième génération (CD390, 2015-2022)
Après son frère, le Ford S-Max dévoilé au Mondial de l'automobile de Paris 2014, le tout nouveau Galaxy est présenté au salon de Francfort 2015 et commercialisé à la mi-2015 . Il reprend la plate-forme du précédent opus tout en la modernisant.
Le Galaxy est disponible avec la même gamme de moteurs que le S-Max, à savoir un diesel (dans quatre états de réglage) et deux variantes essence. Le moteur essence EcoBoost SCTi de 1.5 L à 160 ch, et le plus grand SCTi de 2.0 L à 240 ch, mais ils ne peuveunt être accouplés qu'à la boîte de vitesses automatique Powershift de Ford. Au lancement, Ford prévoyait que seulement 2% des ventes seraient des modèles à essence au Royaume-Uni.
Tous les moteurs diesels font en moyenne moins de 5,64 L/100 km - le plus économique étant le Duratorq TDCi 120 de 2.0 L, avec 4,96 L/100 km. Les versions TDCi 150 et 180 de 2.0 L sont livrées avec une boîte manuelle à six vitesses ou la transmission automatique Powershift - la version de 180 ch peut également être équipée de la traction intégrale. Le TDCi 210 Bi-Turbo haut de gamme de 2.0 L est uniquement livré avec la boîte de vitesses Powershift et peut accélérer de 0 à 97 km/h en moins de neuf secondes.
Les niveaux de finition, reflétant ceux disponibles dans les S-Max, Mondeo et Edge, sont Zetec, Titanium et Titanium X.

### Lifting de mi-cycle
La version restylée est présentée en octobre 2019 pour l'année modèle 2020. À l'extérieur, la calandre évolue en subtilité, elle s'affirme et avait un design similaire à celle des Mondeo, Focus, Fiesta, Puma et Kuga. Le Galaxy a également reçu la version Vignale, une nouvelle transmission automatique et un système d'infodivertissement mis à jour avec Apple CarPlay et Android Auto,.
A l'intérieur les évolutions sont plus importantes. Le traditionnel levier de boîte de vitesses automatique cède sa place à une molette circulaire (déjà vu sur la Focus IV). Le système multimédia Think 3 peut désormais être équipée du Wi-Fi.
L'offre de motorisations a été remaniée. Ford ne propose désormais plus de blocs essence.
Le 2.0 Ecoblue est disponible en 150, 190 et 240 chevaux. Les moteurs diesel répondent à la norme Euro 6d-Temp. Ils sont disponibles avec une boîte automatique 8 rapports. Cette boîte de vitesses à convertisseur remplace la PowerShift.
Ford met fin à la carrière du Galaxy en 2022.

### Motorisations
|                                       | 1.5 EcoBoost                              | 2.0 EcoBoost                              |
| ------------------------------------- | ----------------------------------------- | ----------------------------------------- |
| Disponibilité                         | depuis 04/2015                            | depuis 04/2015                            |
| Caractéristiques                      |                                           |                                           |
| Type de moteur                        | L4 essence                                | L4 essence                                |
| Alimentation                          | Turbocompressé, injection directe, Ti-VCT | Turbocompressé, injection directe, Ti-VCT |
| Cylindrée                             | 1 498 cm3                                 | 1 999 cm3                                 |
| Puissance maximale                    | 118 kW (160 ch) à 6 000 tr/min            | 177 kW (240 ch) à 5 400 tr/min            |
| Couple maximal                        | 240 N m à 1 500–4 500 tr/min              | 345 N m à 2 300–4 900 tr/min              |
| Transmission                          |                                           |                                           |
| Transmission, série                   | Traction                                  | Traction                                  |
| Boîte de vitesses, série              | Manuelle 6 rapports                       | PowerShift 6 rapports                     |
| Mesures                               |                                           |                                           |
| Vitesse maximale                      | 195 km/h                                  | 222 km/h                                  |
| Accélération 0–100 km/h               | 10,0 s                                    | 8,6 s                                     |
| Consommation par 100 km (cycle mixte) | 6,5 l, SP95                               | 7,9 l, SP95                               |
| Émissions de CO2 (cycle mixte)        | 149 g/km                                  | 180 g/km                                  |
| Norme d'émission                      | Euro 6                                    | Euro 6                                    |
| Capacité du réservoir                 | 70 litres                                 | 70 litres                                 |

|                                       | 2.0 TDCi                                                        | 2.0 TDCi                                                        | 2.0 TDCi                                                        | 2.0 TDCi                                      |
| ------------------------------------- | --------------------------------------------------------------- | --------------------------------------------------------------- | --------------------------------------------------------------- | --------------------------------------------- |
| Disponibilité                         | depuis 04/2015                                                  | depuis 04/2015                                                  | depuis 04/2015                                                  | depuis 04/2015                                |
| Caractéristiques                      |                                                                 |                                                                 |                                                                 |                                               |
| Type de moteur                        | L4 diesel                                                       | L4 diesel                                                       | L4 diesel                                                       | L4 diesel                                     |
| Alimentation                          | Turbo à géométrie variable et injection directe à rampe commune | Turbo à géométrie variable et injection directe à rampe commune | Turbo à géométrie variable et injection directe à rampe commune | Bi-turbo et injection directe à rampe commune |
| Cylindrée                             | 1 997 cm3                                                       | 1 997 cm3                                                       | 1 997 cm3                                                       | 1 997 cm3                                     |
| Puissance maximale                    | 88 kW (120 ch) à 3 500 tr/min                                   | 110 kW (150 ch) à 3 500 tr/min                                  | 132 kW (180 ch) à 3 500 tr/min                                  | 154 kW (210 ch) à 3 750 tr/min                |
| Couple maximal                        | 310 N m à 1 750–2 000 tr/min                                    | 350 N m à 2 000–2 500 tr/min                                    | 400 N m à 2 000–2 500 tr/min                                    | 450 N m à 2 000–2 250 tr/min                  |
| Transmission                          |                                                                 |                                                                 |                                                                 |                                               |
| Transmission, série                   | Traction                                                        | Traction                                                        | Traction                                                        | Traction                                      |
| Transmission, option                  | —                                                               | [Intégrale]                                                     | [Intégrale]                                                     | —                                             |
| Boîte de vitesses, série              | Manuelle 6 rapports                                             | Manuelle 6 rapports                                             | Manuelle 6 rapports                                             | PowerShift 6 rapports                         |
| Boîte de vitesses, option             | —                                                               | PowerShift 6 rapports [Manuelle 6 rapports]                     | PowerShift 6 rapports [PowerShift 6 rapports]                   | —                                             |
| Mesures                               |                                                                 |                                                                 |                                                                 |                                               |
| Vitesse maximale                      | 180 km/h                                                        | 195 km/h (192 km/h) [193 km/h]                                  | 208 km/h (205 km/h) [203 km/h]                                  | 214 km/h                                      |
| Accélération 0–100 km/h               | 13,6 s                                                          | 10,9 s (10,9 s) [12,2 s]                                        | 9,8 s (9,6 s) [10,6 s]                                          | 8,9 s                                         |
| Consommation par 100 km (cycle mixte) | 5,0 l, diesel                                                   | 5,0 l (5,2 l) [5,4 l], diesel                                   | 5,0 l (5,2 l) [5,8 l], diesel                                   | 5,5 l, diesel                                 |
| Émissions de CO2 (cycle mixte)        | 129 g/km                                                        | 129 g/km (134 g/km) [139 g/km]                                  | 129 g/km (134 g/km) [149 g/km]                                  | 144 g/km                                      |
| Norme d'émission                      | Euro 6                                                          | Euro 6                                                          | Euro 6                                                          | Euro 6                                        |
| Capacité du réservoir                 | 70 litres                                                       | 70 litres                                                       | 70 litres                                                       | 70 litres                                     |

## Galerie

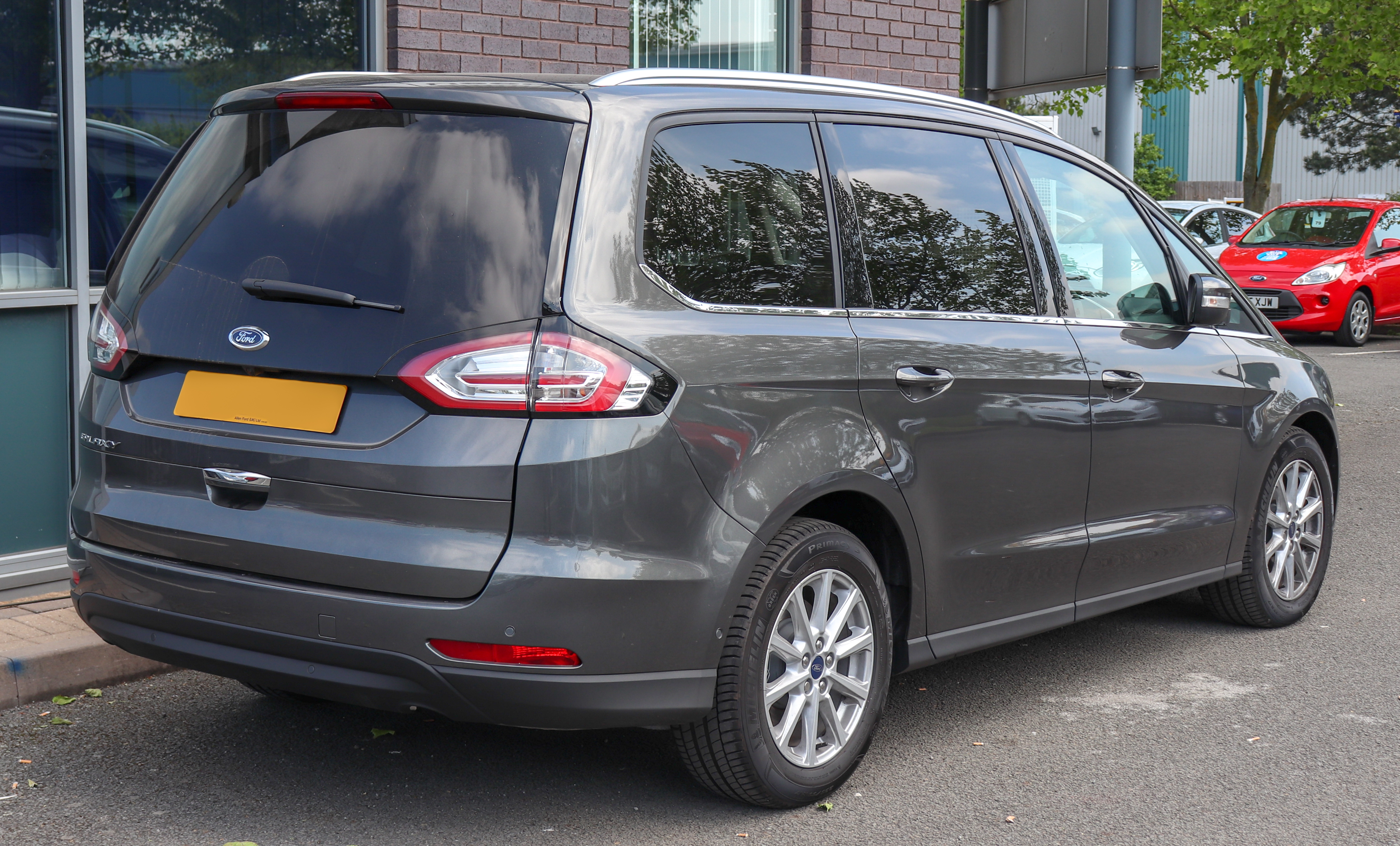
Ford Galaxy III phase 1
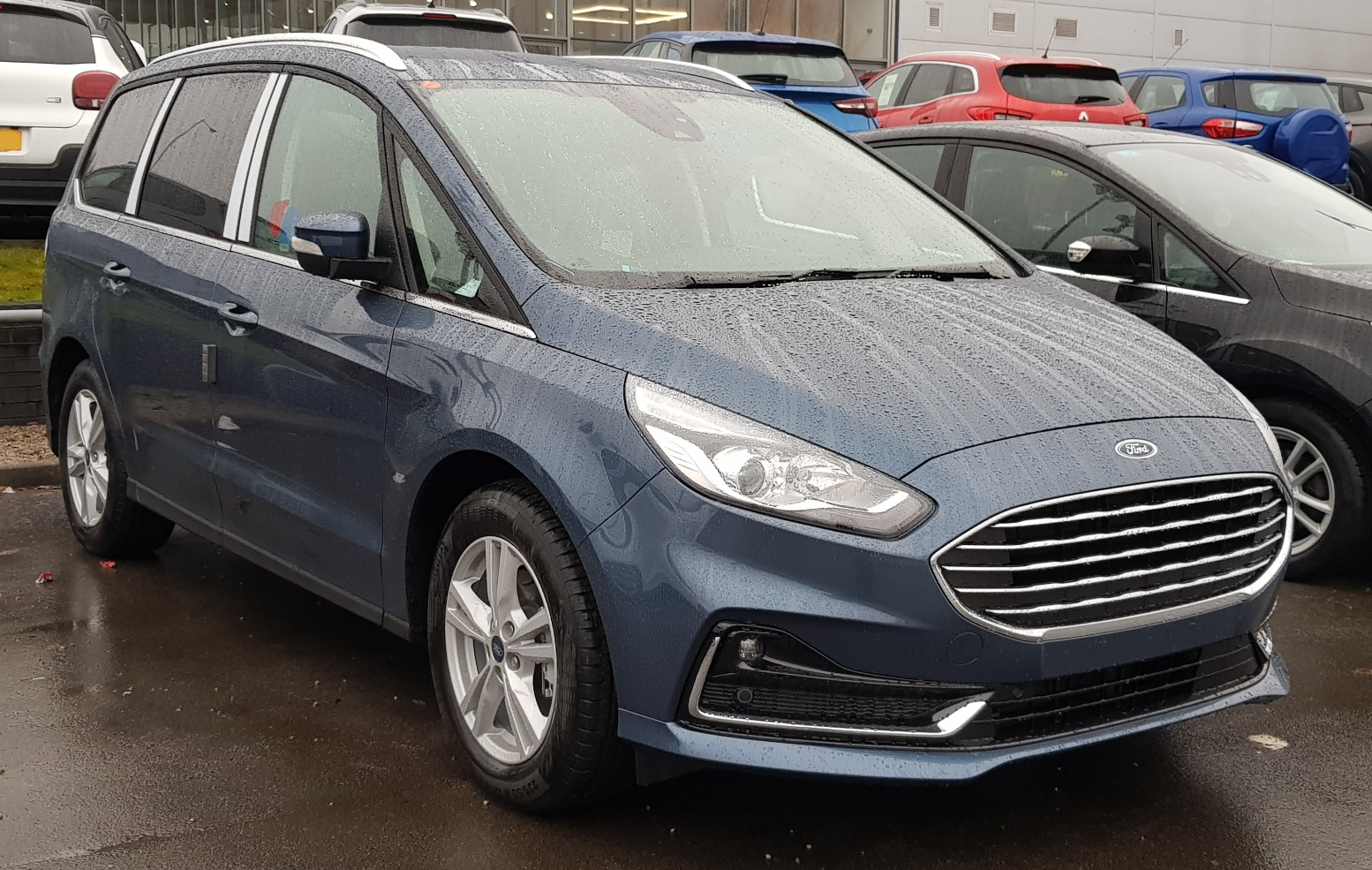
Ford Galaxy III phase 2
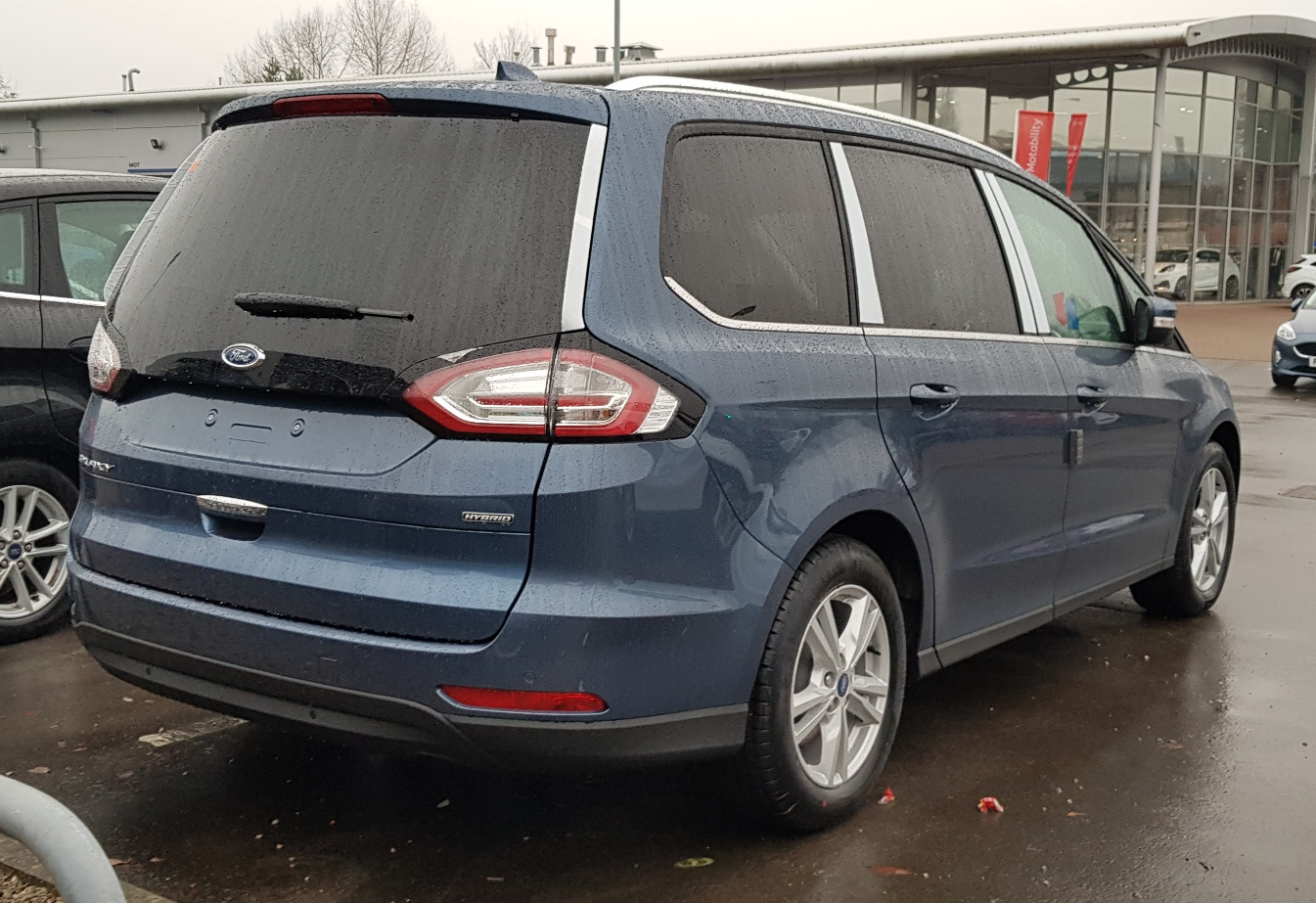
Ford Galaxy III phase 2

## Autres utilisations de l'appellation Ford Galaxy
Le nom Ford Galaxy a été utilisé sur d'autres modèles du constructeurs. Au-delà de la Ford Galaxie, dont l'orthographe diffère, on peut aussi évoquer la berline Ford Galaxy des années 1990. Il s'agit du nom donné en Argentine à la Ford Versailles, une berline fabriquée au Brésil par une coentreprise Ford-Volkswagen nommée AutoLatina.